# Huang Jiannan
Huang Jiannan (15 de julio de 1993) es un deportista chino que compitió en taekwondo. Ganó dos medallas en los Juegos Asiáticos en los años 2010 y 2014, y una medalla en el Campeonato Asiático de Taekwondo de 2016.

## Palmarés internacional
| Juegos Asiáticos    | Juegos Asiáticos        | Juegos Asiáticos  | Juegos Asiáticos |
| Año                 | Lugar                   | Medalla           | Categoría        |
| ------------------- | ----------------------- | ----------------- | ---------------- |
| 2010                | Cantón (China)          | Medalla de bronce | –68 kg           |
| 2014                | Incheon (Corea del Sur) | Medalla de plata  | –68 kg           |
| Campeonato Asiático |                         |                   |                  |
| Año                 | Lugar                   | Medalla           | Categoría        |
| 2016                | Pásay (Filipinas)       | Medalla de oro    | –74 kg           |